# Жагарс, Андрей
А́ндрей Николаевич Жа́гарс (латыш. Andrejs Žagars; 16 октября 1958, Черногорск — 26 февраля 2019, Рига, Латвия) — советский и латвийский деятель культуры, актёр, театральный режиссёр, ресторатор.

## Биография
Родился в сибирском городе Черногорске, куда в 1949 году была депортирована его мать Вия Жагаре. Через год после рождения Андрейса семья вернулась в Латвию, и он вырос в Цесисе, в центре Видземе.
Окончил актёрское отделение театрального факультета Латвийской государственной консерватории им. Я. Витола (1982). В 1982—1993 годах работал в Театре Дайлес, снимался в кино.
В 1989—1990 годах жил в Швеции и США.
В 1993 году оставил актёрскую карьеру и занялся ресторанным бизнесом, открыв несколько популярных ресторанов, включая «Osiris», «Симпозиум» и «Deco-bar».

### Возрождение Латвийской национальной оперы
С августа 1996 по сентябрь 2013 года являлся директором Латвийской национальной оперы, пригласив к сотрудничеству Андриса Лиепу, который поставил в Риге «Петрушку», «Жар-птицу» и «Шахерезаду» из «Русских сезонов».
Жагарс организовывал первый после эмиграции приезд Михаила Барышникова на родину, в Ригу, в октябре 1997 года.
В годы, когда у руля Латвийской национальной оперы был Жагарс, она дала мировой оперной сцене несколько звезд: Элину Гаранчу, Кристине Ополайс, Марину Ребеку. В 2002 году Жагарс дебютировал как режиссёр оперы.
Увольнение Жагарса с поста директора в 2013 году с формулировкой «за утрату доверия» вызвало недоумение культурной общественности. Автор этой идеи, представительница Национального объединения министр Жанета Яунземе-Гренде утверждала, что единственное конкурентное преимущество в мировом масштабе — национальное самосознание, формируемое с детства и всю жизнь, и задача Минкульта — чтобы «любой житель Латвии с помощью Оперы мог получить то, что дают местные композиторы, музыканты, певцы и танцовщики». Министр настаивала, что руководитель оперы должен «работать от зари до зари», а не концентрироваться на собственном творчестве, пеняла Жагарсу на отсутствие музыкального образования и то, что он «использует ресурсы Оперы для своей славы».
Певица Кристине Ополайс отказалась от участия в концертах в честь 150-летия Национальной оперы и выступила с заявлением, что в знак протеста по поводу отставки Жагарса не намерена впредь выступать на рижской сцене.
После демарша Министерства культуры ряд спонсоров прекратили сотрудничество с ЛНО. В частности, владелец фармацевтической компании Grindeks Киров Липман заявил, что продолжит поддерживать Оперу «после того, как новый руководитель докажет, что может работать не хуже Андрея Жагарса».

### Международные проекты
В 2016 году в Риге прошли организованные Жагарсом спектакли Барышникова «Письмо к человеку» в постановке Боба Уилсона. Пьеса была посвящена хореографу Вацлаву Нижинскому.
В январе-феврале 2016 года Жагарс вместе с солисткой балета Большого театра Илзе Лиепа был ведущим проекта «Большой балет−2016» (второго сезона проекта «Большой балет») на российском телеканале «Культура».
В 2016 году создал Фонд поддержки и развития культуры[уточнить].
С 2017 году работал художественным руководителем фонда «Балтийские музыкальные сезоны». С лета 2017 года работал в Рижской думе, куда был избран от партии «Развитию/За!».
Скончался 26 февраля 2019 года в Риге после продолжительной болезни.

## Фильмография
- 1978 — Твой сын — студент
- 1980 — 1981 — Долгая дорога в дюнах — Эдгар, сын Марты и Артура
- 1983 — Каменистый путь / Akmeņainais ceļš — Роберт Ливиньш
- 1985 — Матч состоится в любую погоду / Spēle notiks tik un tā — Карел
- 1985 — Две пары и одиночество — Майк
- 1986 — Двойник / Dubultnieks
- 1987 — Жизнь Клима Самгина — Степан Кутузов
- 1987 — Дикие лебеди — Архиепископ
- 1987 — Следопыт — Следопыт
- 1989 — Похищение чародея — князь Вячеслав
- 1991 — Оружие Зевса — Джон Барри, сын Дэна и Мэй (озвучил актёр Павел Морозенко)
- 1992 — Удачи вам, господа! — капитан Олег (озвучил актёр Михаил Жигалов)
- 1995 — Гелли и Нок — Нок Беринг (Трумвик)

## Режиссёрские работы в театре
- 2002, 2003 «Летучий голландец» Р. Вагнера (Театральный фестиваль в Далхалле, Латвийская Национальная опера
- 2003: «Демон» А.Рубинштейна (Латвийская Национальная опера)
- 2005: «Пиковая дама» П.Чайковского (Латвийская Национальная опера)
- 2006: «Леди Макбет Мценского уезда» Д.Шостаковича (Латвийская Национальная опера)
- 2006: «Набукко» Д.Верди (Московская Новая опера)
- 2007: «Tравиата» Д.Верди (Латвийская Национальная опера)
- 2007 и 2010: «Кармен» Ж.Бизе (Латвийская Национальная опера, театр Болоньи)
- 2008, 2009: «Вертер» Ж.Массне (Эрфуртский театр, Латвийская Национальная опера)
- 2009: «Kнязь Игорь» (Эссенский театр), сценография Александра Орлова
- 2009: «Дон Жуан» В.-А. Моцарта (Латвийская Национальная опера)
- 2010: «Кавалер роз» Р.Штрауса (Опера Будапешта)
- 2010: Бал-маскарад Д.Верди (Михайловский театр (Санкт-Петербург)
- 2010, 2011: «Tрубадур» Д.Верди (Городской театр Клагенфурта, Хорватский Национальный театр в Загребе)
- 2010: «Евгений Онегин» П.Чайковского (Латвийская Национальная опера)
- 2011: «Maнон Леско» Д.Пуччини (Национальная опера Эстонии).
- 2011/2012: «Лючия де Ламмермур» Г.Доницетти (Латвийская Национальная опера)
- 2012/2013: «Обручение в монастыре» С.Прокофьева (Пермский театр оперы и балета)
- 2012/2013: «Лоэнгрин» Р.Вагнера (Литовская Национальная опера и Словацкий национальный театр)
- 2013/2014: «Taнгейзер» Р.Вагнера (Московский музыкальный театр имени Станиславского и Немировича-Данченко).
- 2014: «Aттила» Д.Верди (Государственный театр опера и балета Турции)
- 2014: «Саломея» Р.Штрауса (Опера Гонконга)
- 2016: "Манон" Массне (МАМТ)
- 2017: «Травиата» Д.Верди (Большой театр Беларуси) http://bolshoibelarus.by/rus/novosti-novye/3635-pamyati-andrejsa-zhagarsa.html

## Награды
- Орден Трёх звёзд IV степени (2002 год)[10][11]
- Офицер ордена «За заслуги перед Литвой» (Литва, 7 февраля 2011 года)[12]
- Орден Креста земли Марии III степени (Эстония, 31 мая 2012 года)[13]
- Командор ордена Почётного легиона (Франция, 2001 год)[11]
- Офицер ордена Оранских-Нассау (Нидерланды, 2006 год)[11]
- Орден Дружбы (Россия, 6 июля 2010 года) — за большой вклад в укрепление российско-латвийских культурных связей[14]
- Международная премия «Балтийская звезда» (2011)[15]
- Почётная грамота Кабинета Министров Латвии (21 октября 2008 года)[16]